# Camillo Astalli

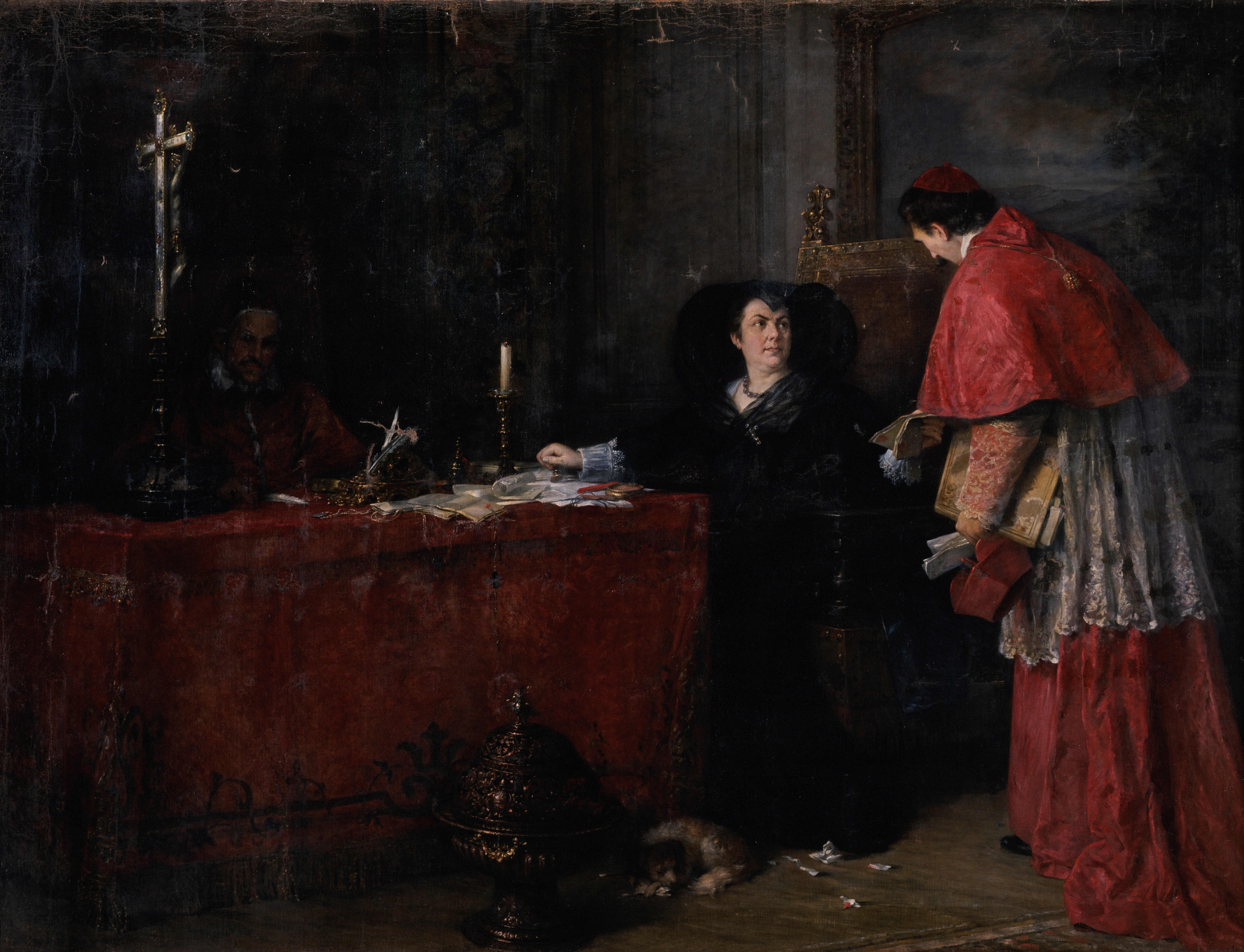
Prinses Maidalchini aan het bureau van haar schoonbroer paus Innocentius X

Camillo Domicello Astalli-Pamphilj (Sambuci, 21 oktober 1616 – Catania, 21 december 1663) was kardinaal-nepoot (1650-1653) van paus Innocentius X; Astalli werd namelijk adoptief neef met de extra familienaam Pamphilj. Nadat hij in ongenade gevallen was, was Astalli bisschop van Catania (1661-1663) in het koninkrijk Sicilië onder Spaans bestuur. Hij was er titulair aartsbisschop van Catania (1661-1663).

## Levensloop

### Opgang naar macht in de Pauselijke Staat
De familie Astalli was een adellijke doch verpauperde familie in de Pauselijke Staat. Hij studeerde in Rome aan de Sapienza canoniek recht en burgerlijk recht. Hij doctoreerde utriusque juris of in beide rechten. Astalli verkreeg het ambt van consistorie-advocaat aan de pauselijke rechtbanken. Hij combineerde dit met het directeurschap van pauselijke gevangenissen. Zijn beschermheer in Rome was kardinaal-staatssecretaris Giovanni Giacomo Panciroli (1597-1651). Dankzij Panciroli maakte Astalli deel uit van het staatssecretariaat. Door het huwelijk van zijn broer Tiberio met een nicht van Olimpia Maidalchini, de machtige schoonzus van de latere paus Innocentius X, rees de ster van Astalli in Rome.
Innocentius X geboren als Giovanni Battista Pamphilj, besteeg de pauselijke troon in het jaar 1644. Zijn schoonzus Maidalchini, echtgenote Pamphilj, kreeg van de paus de benoeming tot prinses van San Martino al Cimino, een ministaatje in Viterbo. In 1650 was er geen neef meer van Innocentius X die de functie van kardinaal-nepoot waarnam. Kardinaal-nepoot Camillo Pamphilj, een lekenkardinaal, was immers opgestapt (1650). 
Innocentius X, Maidalchini en staatssecretaris Panciroli kwamen als oplossing uit op de jurist Astalli. Astalli werd geadopteerd door de pauselijke familie Pamphilj (1650). Hij kreeg bovendien een eigen vleugel in het Palazzo Pamphili en een villa buiten Rome. Astalli kreeg de kardinaalshoed verbonden met de titelkerk San Pietro in Montorio (1650). Astalli werd gouverneur van de stad Fermo in de Pauselijke Staat; gelijktijdig was hij pauselijk legaat of bestuurder van de stad Avignon (1650-1654). 

### Neergang
Met eenzelfde snelheid waarmee hij naar de top van de Pauselijke Staat ging, net zo snel viel hij in ongenade (1654). Er speelden meerdere factoren mee. Zijn beschermheer Giovanni Giacomo Panciroli was overleden (1651). Prinses Olimpia Maidalchini had haar zinnen gezet op haar eigen familie om het pauselijk hof te leiden en er was ook het bizar gedrag van Astalli. Astalli werd afgezet naar aanleiding van een incident. Ondanks pauselijk verbod ontving Astalli de Spaanse ambassadeur uit het koninkrijk Napels. Astalli werd veroordeeld voor het lekken van staatsgeheimen aan het buurland Napels. Hij moest gouverneur worden in het bisdom Ferrara, een uithoek van de Pauselijke Staat. Astalli weigerde Rome te verlaten. Paus Innocentius X en zijn schoonzus Olimpia Maidalchini ontstaken in toorn. Astalli verloor al zijn bezittingen, huisraad, personeel alsook zijn ambten en titel van kardinaal-nepoot. 
Astalli vluchtte naar Sambuci, het domein van zijn familie (1654). Zijn broer was er markies.

### In Sicilië
De opvolger van Innocentius X, paus Alexander VII, herstelde Astalli in zijn rechten als kardinaal-priester en gaf hem diens bezittingen en welstand terug. Alexander VII verklaarde dat Astalli onschuldig was vis-à-vis Spanje. Van 1661 tot 1662 was Astalli camerlengo van het College van Kardinalen op vraag van de kardinalen zelf. Op aansturen van koning Filips IV van Spanje viel Astalli alsnog de bisschopstroon van Catania ten deel (1661). Catania op Sicilië behoorde tot de Spaanse territoria in Zuid-Italië. In Rome kreeg Astalli de bisschopswijding (1661). Astalli trok naar Catania en was er bisschop tot zijn dood in 1663. In titel was hij aartsbisschop van Catania. 
Hij werd begraven in de kathedraal van Catania (1663).